# Mon beau sourire
Pour plus de détails, voir Fiche technique et Distribution.
Mon beau sourire est un film documentaire sénégalais réalisé en 2005.

## Synopsis
Avec ce bref travail, la réalisatrice fait connaître le douloureux rituel du tatouage des gencives auquel sont soumises les femmes pour faire ressortir de leur sourire le blanc de leurs dents. Mais elle le fait avec un regard moderne, en faisant appel à l’ironie, au montage rapide, à la musique effrénée des djembés. Presque un clip sur une tradition peu connue.

## Fiche technique
- Réalisation : Angèle Diabang Brener
- Production : Angele Diabang Brener
- Image : Pape Sékou Diouf
- Son : Pape Sékou Diouf
- Musique : Yankuba Saho
- Montage : Angele Diabang Brener

## Récompenses
- Festival Docencourts, Lyon, Francia, 2005
- Festival Cinémas d’Afrique d'Apt, Francia, 2006